# یواس‌اس موریسون (دی‌دی-۵۶۰)
یواس‌اس موریسون (دی‌دی-۵۶۰) (به انگلیسی: USS Morrison (DD-560)) یک کشتی بود که طول آن ۱۱۴٫۷ متر (۳۷۶ فوت) بود. این کشتی در سال ۱۹۴۳ ساخته شد.